# Белоозёрская (платформа)
Белоозёрская — остановочный пункт на Рязанском направлении Московской железной дороги в городе Белоозёрском Воскресенского района Московской области.
Является остановочным пунктом почти для всех пригородных поездов, в том числе трёх пар ускоренного поезда Москва (Казанский вокзал) — Голутвин. Экспрессы Москва — Рязань, вечерний поезд из Виноградово и поезда дальнего следования проходят платформу без остановки.
Имеются две боковые платформы, на каждой из которых работают две билетные кассы. Кроме того, на каждой платформе установлены билетные автоматы. Платформа не оборудована турникетами. Рядом с платформой находится озеро Островное.